# گستویک
گستویک (به انگلیسی: Guestwick) یک روستا و محله مدنی در بریتانیا است که در Broadland واقع شده‌است. گستویک ۷٫۴۵ کیلومتر مربع مساحت و ۱۳۵ نفر جمعیت دارد.